# Telchinia johnstoni
Telchinia johnstoni is een vlinder uit de familie van de Nymphalidae. De wetenschappelijke naam van de soort is voor het eerst  gepubliceerd in 1885 door Frederick DuCane Godman.

## Verspreiding
De soort komt voor in Zuid-Soedan, Ethiopië, Congo Kinshasa, Oeganda, Kenia, Tanzania, Zambia, Malawi, Mozambique en Zimbabwe.

## Waardplanten
De rups leeft op diverse soorten van de brandnetelfamilie (Urticaceae) namelijk Boehmeria platyphylla, Fleurya ovalifolia, Pouzolzia parasitica en Scepocarpus trinervis